# CADCAM forum
CADCAM forum – specjalistyczne czasopismo poświęcone komputerowemu wspomaganiu prac inżynierskich. Do roku 1993 czasopismo nazywało się CAD forum.

## Historia
Założycielem i pierwszym redaktorem naczelnym czasopisma był Zbigniew Blewoński. Pierwsze wydanie CAD forum pojawiło się w grudniu 1988 roku i miało formę elektroniczną. Pierwszy numer drukowany ukazał się w grudniu 1989 roku. Rok później Zbigniew Blewoński przeszedł do nowo tworzonego wydawnictwa Lupus i od grudnia 1990 roku czasopismo wydawane było przez wydawnictwo Lupus jako dwumiesięcznik. W roku 1994 nazwa została zmieniona na CADCAM forum. W roku 1995 redaktorem naczelnym został Zbigniew Kacprzyk. Od listopada 1996 roku CADCAM forum stał się miesięcznikiem. W lipcu 1997 roku ukazał się 50 numer czasopisma. We wrześniu 2001 roku ukazał się setny numer CADCAM forum. Nakład czasopisma wahał się do 2 do 5 tysięcy egzemplarzy. Czasopismo głównie było dystrybuowane w prenumeracie. CADCAM forum nr 32 został wydany w nagładzie 2500 egzemplarzy, natomiast CADCAM forum nr 101 został wydany w nakładzie 4500 egzemplarzy.
W roku 1998 powołana została Rada Programowa czasopisma w składzie: Maciej Bossak, Michał Kleiber, Krzysztof Malinowski, Wojciech Suchorzewski, Stefan Wrona, Jerzy Wróbel.
Publikacje w CADCAM Forum były punktowane.
Redakcja CADCAM forum od roku 1998 wydawała również Katalog Oprogramowania Inżynierskiego (ISSN 1642-3380). W pierwszym wydaniu opracowano krótki opis 520 programów, wspomagających prace inżynierskie, obecnych na rynku w Polsce. W kolejnych wydaniach liczba opisywanych programów wzrosła i Katalog Oprogramowania Inżynierskiego przyjął też formę elektroniczną. Ostatni katalog w formie papierowej pojawił się 2002 roku.
W roku 2001 redakcja CADCAM forum wprowadziła na rynek nowe czasopismo specjalistyczne, kwartalnik AEC forum (ISSN 1641-7852) poświęcony systemom informatycznym w architekturze i budownictwie. 
Czasopismo CADCAM forum zostało zamknięte w 2003 roku po przejęciu wydawnictwa Lupus przez niemieckie wydawnictwo Vogel Burda Holding GmbH.